# Schesemu

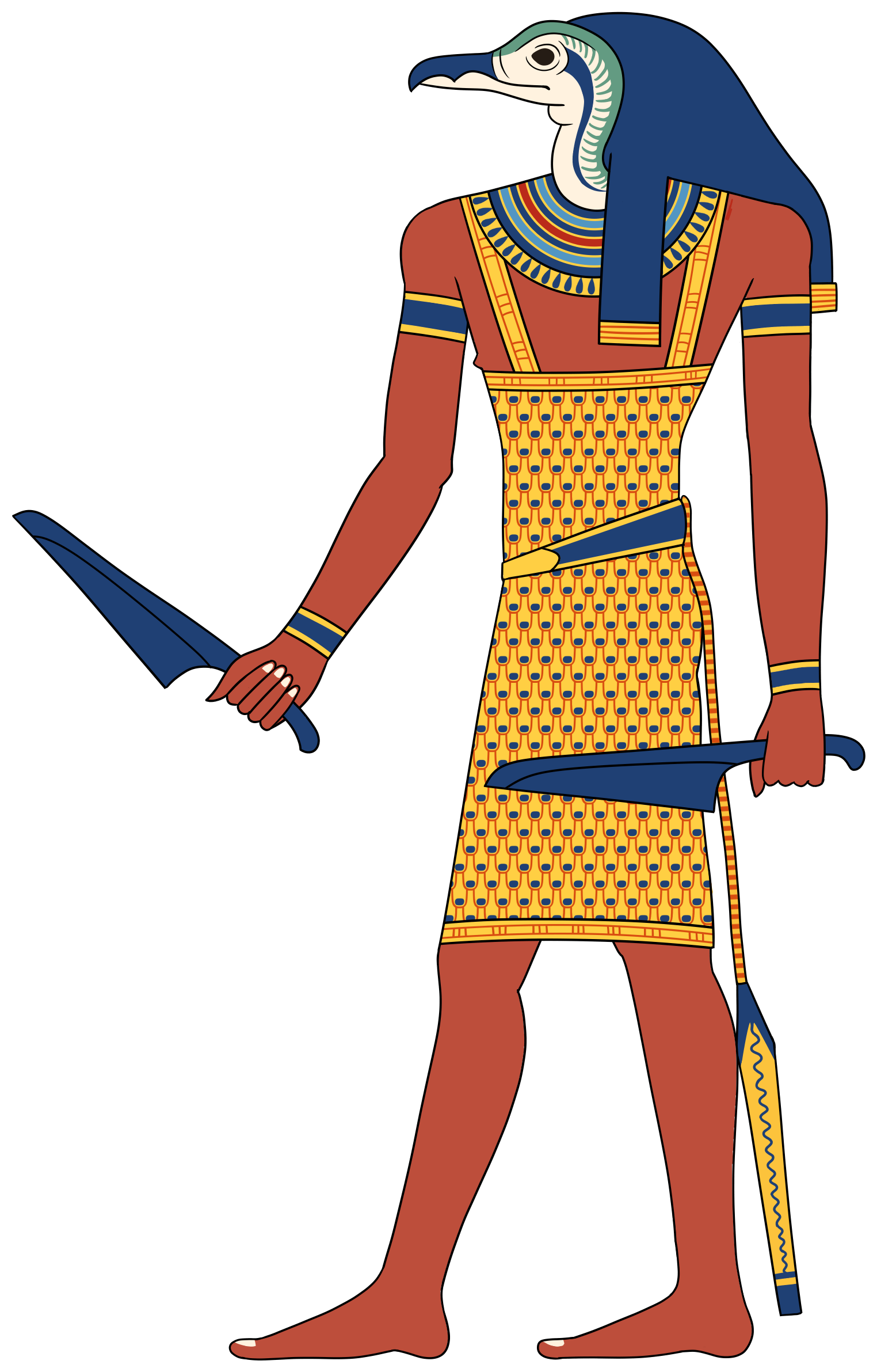
Gott Schesemu

Schesemu, auch Schesmu, ist ein löwen- oder widderköpfiger Gott der ägyptischen Mythologie, der die Sackpresse sowie die Schlachtbank symbolisiert. Damit ist er der Herr der Parfüm-, Myrrhe- und Salbenherstellung und gleichzeitig Gott der Weinherstellung, da alle diese Tätigkeiten auf der Presse beruhen. Weitere Aufgabenbereiche sind die als Gott der Einbalsamierung (da diese im selben Raum wie die Parfümproduktion stattfand) und der zwölften Nachtstunde sowie als Beisteher der Toten. Der Mythologie zufolge war Schesemu der Gott, der den Toten im Jenseits Traubensaft reicht. Als Kultplatz für ihn kommt Harageh in Betracht.
Weil für die Weinherstellung neben der Presse ebenfalls ein (Trauben-)Messer benötigt wird, wird auch das Schlachtmesser in der ägyptischen Kunst meist mit Schesemu in Verbindung gebracht. Nicht zuletzt haben die Arbeiten eines Schlachters und eines Kelterers gewisse Gemeinsamkeiten als destruktive Tätigkeiten. Aufgrund dieses zweiten Aufgabenbereiches werden ihm als Attribute oft ein Kessel (zur Zubereitung von Geschlachtetem), zwei Beinfleischstücke und die Fischreuse zugeschrieben. Nicht ganz geklärt sind seine Titel „der in seinem See“ und „der in der Erderhebung“. Sie könnten mit Rinderopfern auf einem See zusammenhängen bzw. sich auf Gänse beziehen, die auf Erdhügeln im See nisten und vielleicht Schesemu zugeschrieben wurden. Auch das Parfumschiffchen (Gefäß für Parfums) ist ein Attribut Schesemus, der damit auch ein Sterngott ist.
In einem weiteren Zweig der ägyptischen Religionsgeschichte erscheint Schesemu im Gegensatz zu seinen sonst eher positiv interpretierten Tätigkeiten als Unterweltsdämon – jeder, der seinen Namen nenne, sei zum Tode verdammt. In einer traditionsreichen Gleichsetzung von rotem Wein und menschlichem Blut galt er auch als „Folterknecht des Osiris“, der die Köpfe der von Osiris hingerichteten Menschen auspresst.
In der literarischen Überlieferung findet sich außerdem eine Schilderung des Jenseits, der zufolge Schesemu als „wohlgesinnter Dämon“ für den verstorbenen und vergöttlichten König die anderen Götter schlachtet und in seinem Kessel kocht. Dabei wird aber für den Pharao nicht etwa in kannibalischer Manier fleischliche „Nahrung“ aus den Göttern zubereitet. Vielmehr kocht Schesemu deren magische und übernatürliche geistige Kräfte heraus, die als „Kraftbrühe“ für den selbst übernatürlich gewordenen Pharao dienen. Durch diese Geschichte entwickelte sich ein Ruf Schesemus als „Schlächter des Osiris“.